# Zemní pyramidy (Platten)
Zemní pyramidy v Plattenu (německy Erdpyramiden von Platten nebo Erdpyramiden bei Oberwielenbach; italsky: Piramidi di Plata ) jsou zemní pyramidy nacházející se v Plattenu v obci Percha, nedaleko Brunecku v Jižním Tyrolsku v Itálii.
Erozní oblast se nachází v nadmořské výšce 1550 až 1750 metrů. Na pyramidách v Plattenu je působivá jejich divokost, která zároveň připomíná i jejich křehkost.
Pyramidy v Plattenu patří k nejkrásnějším přírodním památkám Jižního Tyrolska, obdobně jako zemní pyramidy v Rittenu a část zemních pyramid Jižního Tyrolska.
Poprvé je vědecky popsal Karl Meusburger v roce 1914.

## Historie
Po průtrži mračen došlo před několika staletími k sesuvu půdy, který odřízl cesty spojující vesnice v okolí Aschbachu. V roce 1882, opět po silné průtrži mračen, vznikl nový zlom. Po eluviích a erozích se tyto zemní pyramidy neustále mění; to je způsobeno střídáním silných mrazů v zimě a horkých lét, které mají za následek neustálé vytváření nových.

## Příjezd a turistická trasa
Z hlavní silnice se odpojíme u Perchy/Percia a pojedeme necelých 6 km nahoru do Oberwielenbachu a za ním ještě kousek na velké parkoviště. Tato silnice pokračuje do vesničky Platten, ale ještě před jejím dosažením odbočuje doleva další úzká horská silnice, která směřuje ke Gönner Alm (vysokohorské pastvině). Na rozcestí je sice nápis, že tato horská silnice vede také k pyramidám, ale silnice je pro veřejný provoz uzavřena (2017). Nejlepší je tedy začít chůzi k pyramidám dříve, na velkém parkovišti v nadmořské výšce 1430 m, nebo případně později, od osady Platten.
Z velkého parkoviště, vede dobrá, značená cesta vzhůru do lesa. Nejprve trochu stoupá, pak hodně křižuje svahy směrem doprava. Když se dostane z lesa a narazí na již zmíněnou horskou silnici, jde se po ní jen k velké odbočce vlevo. Odtud se opět jde do lesa a za pár minut se dojde k velké rokli s pyramidami. Cesta trvá asi 30 minut.
Pro návrat je nejlepší použít přístupovou cestu, i když podél rokle sestoupíme na dolní vyhlídku. Odtud sice vede cesta dále dolů, ale ta klesá více, než je potřeba, a návrat na parkoviště se tak prodlužuje.

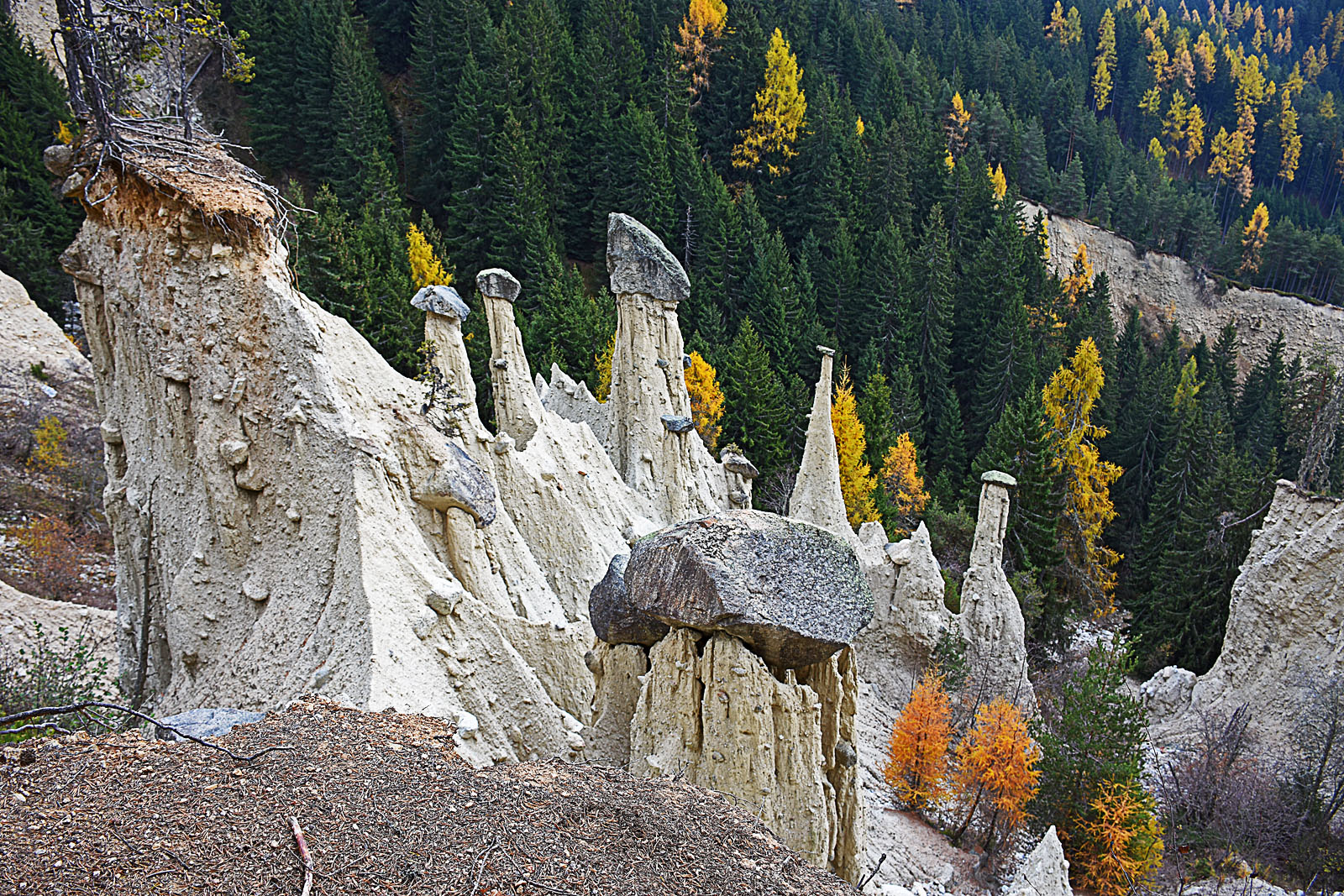
Zemní pyramidy Platten na podzim
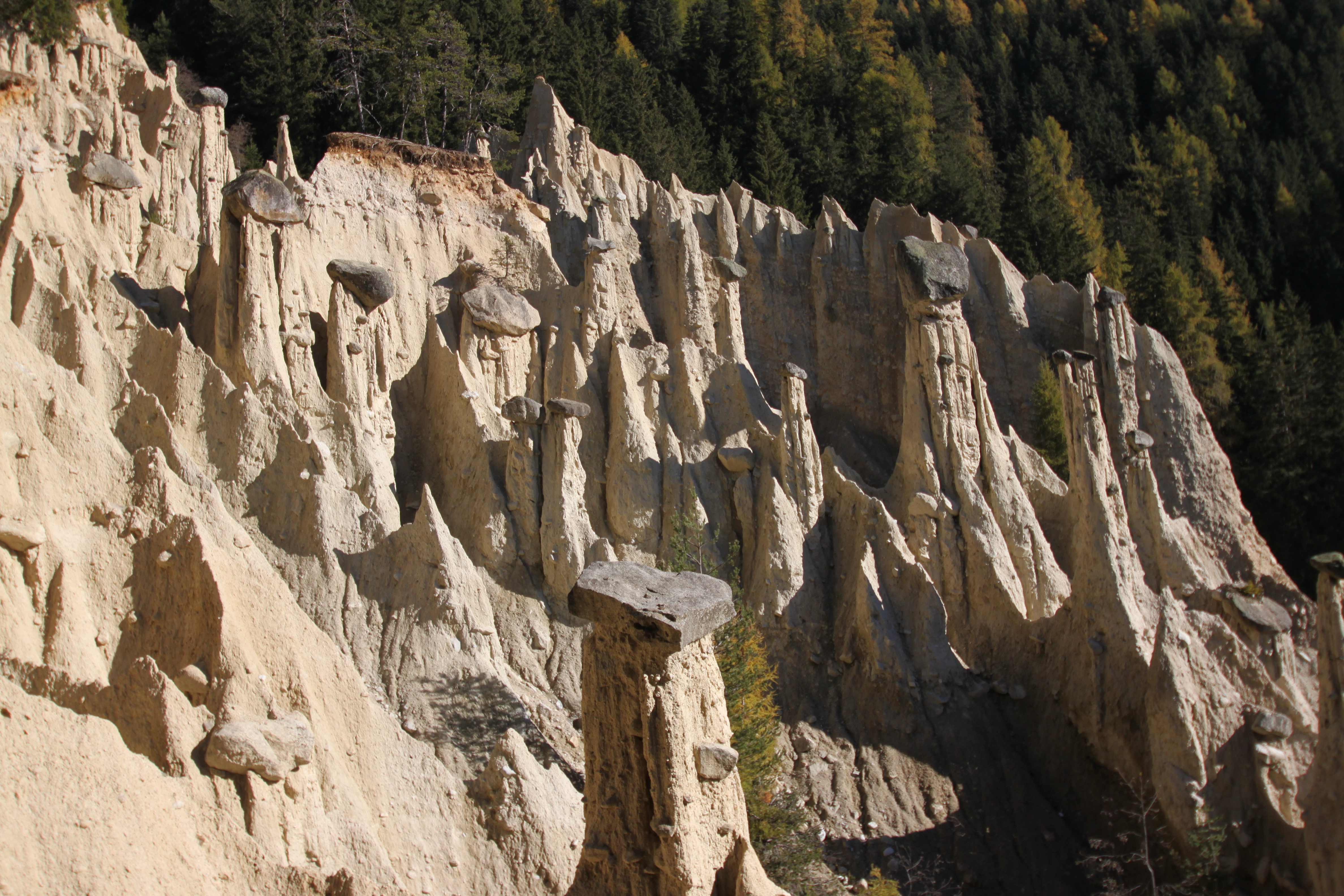
Zemní pyramidy Platten
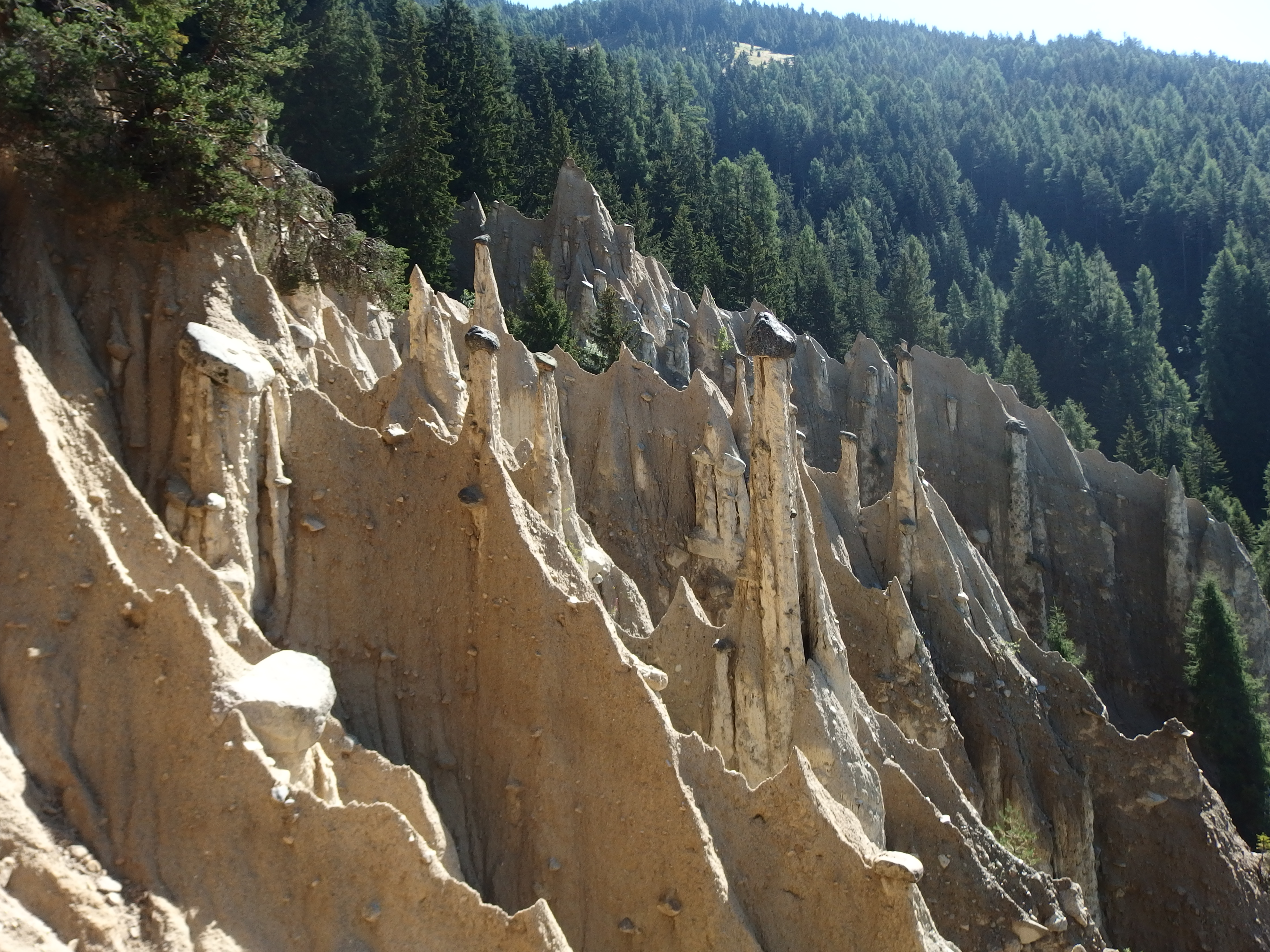
Zemní pyramidy Platten
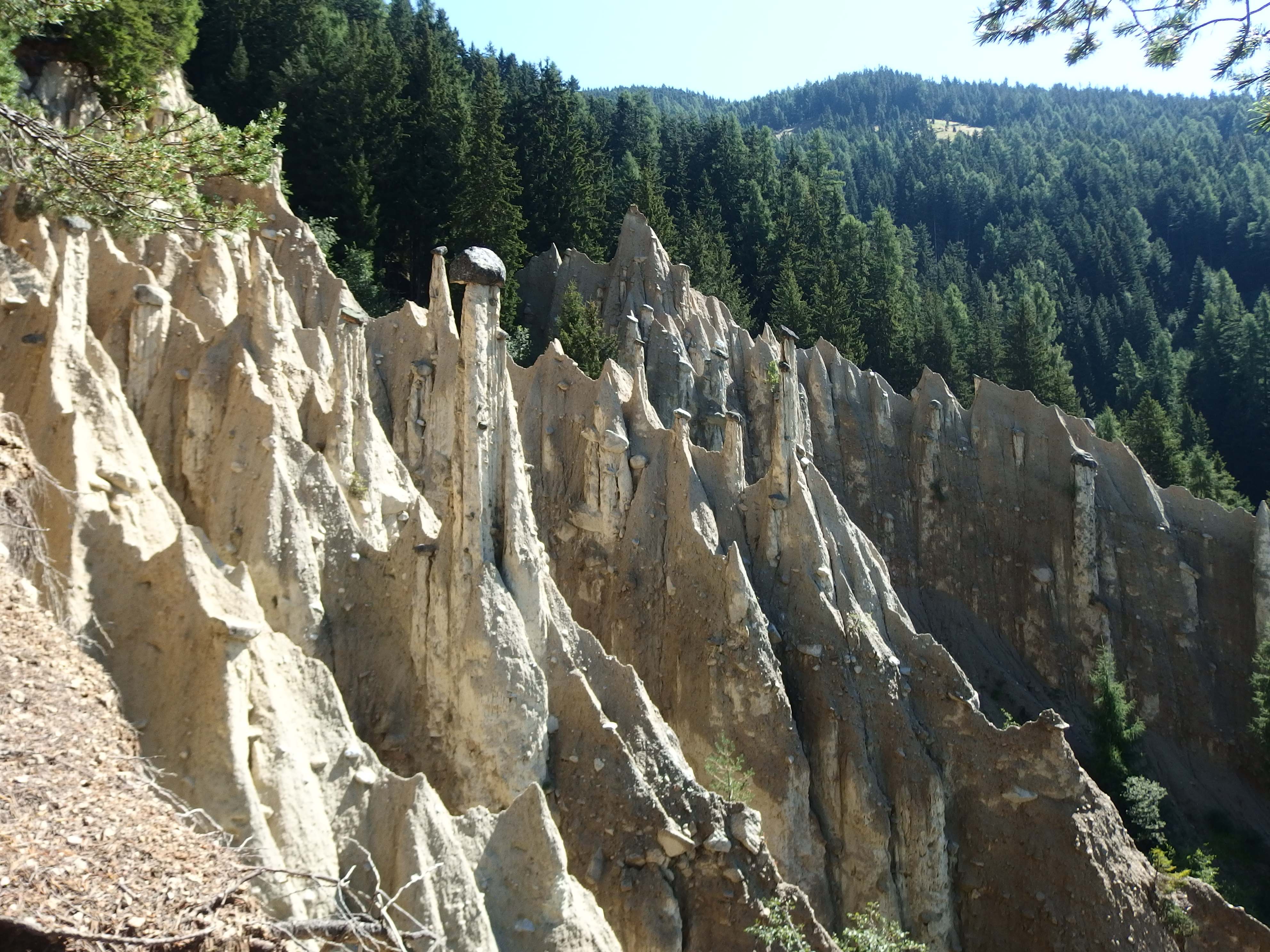
Zemní pyramidy Platten